# 余鑾
余鑾（1478年—？），字廷儀，湖廣黃州府黃岡縣人，軍籍，明朝政治人物。

## 生平
正德五年（1510年）庚午科湖廣鄉試第六十六名舉人。正德六年（1511年）中式辛未科會試第二百二十四名，登第三甲第九十三名進士。官行人。

## 家族
曾祖余從道；祖父余善；父余志高，母方氏。具慶下。